# Биффен, Роуленд
Сэр Роуленд Гарри Биффен (28 мая 1874 — 12 июля 1949) — британский ботаник, миколог, генетик и профессор ботаники в Кембриджском университете. Занимался селекцией сортов пшеницы. Был одарённым художником, известным своими акварельными пейзажами. Основатель журнала «Journal of Agricultural Science». Член Лондонского королевского общества.

## Биография
Биффен родился в семье Генри Джона, директора школы Крайст Черч в Челтнеме, и его супруги Мэри. Окончив гимназию Челтнема в 1898 году поступил в Эммануил-колледж в Кембридже, вскоре став студентом Фрэнка Смарта в колледже Гонвилл-энд-Киз. После окончания колледжа он отправился в экспедицию в Карибский бассейн и Южную Америку для изучения производства каучука. Работал демонстратором в университете, изучая микологию под руководством Гарри Маршалла Уорда, и получил патент на обработку каучукового латекса. В период с 1898 по 1902 год опубликовал ряд работ по микологии. В 1905 году и в 1930 году возглавлял Британское микологическое общество.
В 1908 году Биффен назначен первым профессором сельскохозяйственной ботаники в Кембридже, эту должность он занимал до 1931 года. В 1920 году был удостоен медали Дарвина от Королевского общества. Биффен был первым директором Института селекции растений, который в 1994 году стал частью Центра Джона Иннеса, и был одним из первых сторонников использования генетики для улучшения культурных растений. Специализировался на исследовании пшеницы. Среди наиболее важных сортов пшеницы, выведенных им, были Little Joss (1910) и Yeoman (1916).
Биффен основал журнал «Journal of Agricultural Science» и способствовал созданию в 1918 году Генетического общества и Национального института сельскохозяйственной ботаники. В 1914 году был избран членом Лондонского королевского общества, посвящен в рыцари в 1925 году и получил почётную степень доктора философии в 1935 году от Университета Рединга. В 1899 году женился на Мэри Хемус из Уптона-на-Северне, детей у них не было. Биффен также увлекался акварельной живописью, садоводством (с особым интересом к аурикулам), ботаникой, фотографией и археологией. Скончался в Кембридже.